# Roccacasale
Roccacasale là một đô thị thuộc tỉnh L'Aquila trong vùng Abruzzo của Ý. Ý. Đô thị này có diện tích 17,23 km², dân số 754 người. Các đô thị giáp ranh gồm: Corfinio, Pratola Peligna, Salle (PE)